# Курбатова, Нина Владимировна
Ни́на Влади́мировна Курба́това (10 ноября 1930, Санкт-Петербург, РСФСР, СССР — 1 апреля 1992, Санкт-Петербург, Россия) — советский и российский деятель культуры. Директор Читинского Дома народного творчества (1958—1963) и Читинского культпросветучилища (1966—1972), начальник Читинского областного управления культуры (1972—1977). Заместитель министра культуры Марийской АССР (1977—1986). Заслуженный работник культуры РСФСР (1969).

## Биография
Родилась 10 ноября 1930 года в Санкт-Петербурге.
В 1952 году окончила культпросветшколу в Санкт-Петербурге, в 1958 году — Высшую школу профсоюзного движения ВЦСПС.
По окончании направлена в Читу: в 1958—1963 годах — директор Дома народного творчества, в 1966—1972 годах — директор культпросветучилища, в 1972—1977 годах — начальник областного управления культуры. Была инициатором централизации областной библиотечной системы, создания мемориальной зоны декабристов в Петровск-Забайкальском, проведения Дней культуры в районах Читинской области и за её пределами, участия областных творческих коллективов во Всесоюзных конкурсах и первых гастролях за рубежом.
В 1977—1986 годах — заместитель министра культуры Марийской АССР. Работала при министрах, не имеющих профильного образования, поэтому многие профессиональные вопросы решала сама. Была инициатором и руководителем ряда значительных культурно-массовых мероприятий в Марийской республике.
В 1969 году ей присвоено почётное звание «Заслуженный работник культуры РСФСР». Награждена орденом «Знак Почёта», медалями и Почётной грамотой Президиума Верховного Совета Марийской АССР.
Скончалась 1 апреля 1992 года в Санкт-Петербурге, похоронена там же.

## Звания и награды
- Заслуженный работник культуры РСФСР (1969)[1]
- Орден «Знак Почёта» (1976)[1]
- Почётная грамота Президиума Верховного Совета Марийской АССР (1980)[1]